# Янгибазарский район
Янгибазарский район (узб. Yangibozor tumani / Янгибозор тумани) — административная единица в составе Хорезмской области Узбекистана. Административный центр — городской посёлок Янгибазар.
Население — 88,000 человек в 2021.

## История
Янгибазарский район был образован в 1950 году. 4 марта 1959 года район был упразднён (территория передана в Гурленский и Ургенчский районы), восстановлен в 1981 году.

## Административно-территориальное деление
По состоянию на 1 января 2011 года в состав района входят:
- 3 городских посёлка:

1. Мангитлар,
2. Янгибазар,
3. Янги-Ёп.

- 8 сельских сходов граждан:

1. Аякдорман,
2. Багалан,
3. Башкирших,
4. Бозкала,
5. Каландардорман,
6. Уйгур,
7. Чубаланчи,
8. Ширинкунград.